# Valentí Fàbrega i Escatllar
Valentí Fàbrega Escatllar (Barcelona, 1931 - Colònia 2024) va ser un filòleg i teòleg català establert a Colònia.
En la seva etapa com a jesuïta rebé la formació habitual en humanitats, filosofia i teologia, i completà aquesta última carrera amb estudis bíblics a la Facultat de Teologia Protestant de la Universitat de Heidelberg i amb el doctorat a la Universitat Catòlica d'Innsbruck (1969). Després d'una breu docència a la Facultat de Teologia dels jesuïtes a Sant Cugat del Vallès i a la Universitat Pontifícia de Comillas, va deixar la Companyia de Jesús i es traslladà a Colònia (Alemanya) en 1971. Va rebre una beca de la Fundació Alexander von Humboldt per a investigació de dos anys llavors i va acabar els estudis de filologia clàssica (llatí). Nacionalitzat alemany en 1975 i casat amb Inga Weyer, catedràtica d'institut i membre sinodal de l'Església Evangèlica Renana i amb qui va tenir un fill, des de 1971 ha exercit de catedràtic d'institut —de llatí i religió catòlica— durant més de vint anys. Més avant donà classes a la Facultat de Filologia Romànica de la Universitat de Colònia de Llengua i Literatura Espanyoles. Es jubilà en 1996. Des de llavors continua amb la seua tasca de recerca, sobretot en Teologia, i especialment en Eclesiologia i Escatologia.

## Obres
- La herejía vaticana, Siglo XXI, Madrid: 1996. ISBN 9788432309113
- Boeci, Consolació de la filosofía, text revisat, introducció, notes i traducció, Bernat Metge, Barcelona: 2002.
- La dona de sant Pere, Fragmenta, Barcelona: 2007. ISBN 978-84-935695-7-0[3]
- «Veles e vents»: El conflicte eròtic a la poesia d'Ausiàs March, Pagès Editors, Lleida: 1998.